# 飛翔伝説 MSG武道館ライヴ
『飛翔伝説 MSG武道館ライヴ』（ひしょうでんせつえむえすじーぶどうかんらいゔ、原題：One Night at Budokan）は、マイケル・シェンカー・グループが1981年に録音・発表したライブ・アルバム。

## 背景
アルバム『神話』発売前の1981年8月12日に行われた日本武道館公演を収録している。オリジナルLPおよび1990年代までの再発CDは、セットリストの完全再現ではなく、「テイルズ・オブ・ミステリー」とコージー・パウエルのドラム・ソロが外されていた。2001年には「完全版」と銘打たれたリマスターCDが日本発売されたが、実際の武道館公演ではパウエルの演奏が不調だったため、前述の2曲は大阪公演の夜の部におけるライブ音源が使用された。なお、2009年にイギリスおよびヨーロッパで発売されたリマスターCD (CTYX 1375)も、日本の「完全版」と同じ収録内容となっている。

## 反響・評価
日本盤LPは1981年12月21日に発売され、オリコンLPチャートでは10週トップ100入りして、最高25位を記録した。イギリスでは1982年3月13日付の全英アルバムチャートで初登場5位となり、合計11週トップ100入りした。
Matthias Sheaksはオールミュージックにおいて5点満点中3点を付け「伝説的なメタル・ドラマーであるコージー・パウエルをフィーチャーした、このバンドにとって史上最強のラインナップを誇示している」と評している。

## 収録曲
特記なき楽曲はマイケル・シェンカーとゲイリー・バーデンの共作。

### ディスク1
オリジナルLPおよび一部の再発CDでは、「イントロダクション」と「アームド・アンド・レディ」は1トラックにまとめられていた。
1. イントロダクション - "Introduction" (Wilhelm Richard Wagner) – 1:32
2. アームド・アンド・レディ - "Armed and Ready" – 4:52
3. クライ・フォー・ザ・ネーションズ - "Cry for the Nations" – 5:44
4. アタック・オブ・ザ・マッド・アクスマン - "Attack of the Mad Axeman" – 4:57
5. アイ・ウォント・モア - "But I Want More" – 7:21
6. ヴィクティム・オブ・イリュージョン - "Victim of Illusion" – 6:16
7. イントゥ・ジ・アリーナ - "Into the Arena" (Michael Schenker) – 4:47

### ディスク2
4. 5.は「完全版」で追加されたボーナス・トラック。
1. オン・アンド・オン - "On and On" - 5:55
2. ネヴァー・トラスト・ア・ストレンジャー - "Never Trust a Stranger" (Paul Raymond) - 5:16
3. スリーピング・ドッグス - "Let Sleeping Dogs Lie" (M. Schenker, Gary Barden, P. Raymond, Chris Glen, Cozy Powell) - 7:36
4. テイルズ・オブ・ミステリー - "Tales of Mystery" - 3:31
5. コージー・パウエル・ドラム・ソロ - "Cozy Powell Drum Solo" (C. Powell) - 11:24
6. 飛翔コンチェルト - "Courvoisier Concerto" (M. Schenker, P. Raymond) - 3:35
7. ロスト・ホライズンズ - "Lost Horizons" - 7:30
8. ドクター・ドクター - "Doctor Doctor" (M. Schenker, Phil Mogg) - 6:25
9. レディ・トゥ・ロック - "Are You Ready to Rock" - 6:34

## 参加ミュージシャン
- マイケル・シェンカー - リードギター
- ゲイリー・バーデン - ボーカル
- ポール・レイモンド - キーボード、リズムギター、バッキング・ボーカル
- クリス・グレン - ベース
- コージー・パウエル - ドラムス